# Amerorchis
Amerorchis é um género botânico pertencente à família das orquídeas (Orchidaceae).